# Paracheiridium decaryi
Paracheiridium decaryi – gatunek zaleszczotka z rodziny Pseudochiridiidae. Jedyny gatunek monotypowego rodzaju Paracheiridium.

## Taksonomia
Rodzaj został opisany w 1938 roku przez Maxa Vahona jako monotypowy, z gatunkiem typowym w postaci P. decaryi. W 1970  Vitali-di Castri opisał drugi gatunek- Paracheiridium vachoni, jednak w 2007 Mark Judson przeniósł ten gatunek do rodzaju Pseudochiridium, więc Paracheiridium pozostaje monotypowym.

## Występowanie
Gatunek ten jest endemitem Madagaskaru.